# 桑布·兰巴
桑布·兰巴（1950年1月3日—）蒙古族，后杭爱省温都尔乌兰县（Öndör-Ulaan）人，蒙古国政治人物。

## 生平
兰巴于1950年1月3日生于温都尔乌兰县。1976年自蒙古国立大学毕业，成为交通工程师。此后，他继续在蒙古国立大学深造，以获得经济学的更高学位。1981年至1984年、1988年至1990年，在国家高等、中等专业、技术及职业教育委员会工作。1984年至1988年，担任伊尔库茨克大学筹备处处长。兰巴被任命为蒙古科学院Erdem科学研究及产出项目负责人，还担任讽刺杂志《Tonshuul》（啄木鸟）的漫画家。
1996年至2000年，兰巴作为蒙古民族民主党成员当选国家大呼拉尔的后杭爱省第3选区委员。2000年，作为民主联盟的候选人竞选国家大呼拉尔委员失败。2000年12月，成为民主党政策研究室主任。此后，历任该党书记、该党后杭爱省第3选区顾问委员会委员。在2004年国家大呼拉尔选举中，在后杭爱省第3选区作为祖国－民主联盟候选人当选。从2004年到2006年，担任国家大呼拉尔社会政策常设委员会主席。在2008年国家大呼拉尔选举中，为民主党赢得了新设的后杭爱省第1选区三个席位中的1席。2008年9月，兰巴被任命为蒙古国健康部部长。